# Flughafen Bengasi

i7
i11
i13
Der Flughafen Bengasi-Benina (englisch Benina International Airport, arabisch مطار بنينة الدولي, DMG Maṭār Banīna ad-duwalī, IATA-Code: BEN, ICAO-Code: HLLB) ist ein Flughafen in Bengasi in Libyen.

## Lage
Der Flughafen liegt in der Nähe der Stadt Benina, etwa 19 km östlich von Bengasi.

## Geschichte
Während des Aufstandes in Libyen kam es am 4. März 2011 nahe dem Flughafen in Ar-Rajmah zu einer Explosion eines Munitionsdepots. Nach Angaben von Al Jazeera kamen 17 Menschen ums Leben. Es blieb unklar, ob die Ursache ein Unfall, ein Sabotageakt oder ein Luftangriff gewesen war.
Anfang September 2014 eroberten Anhänger der Miliz Ansar al-Scharia bei Gefechten mit Regierungstruppen den Flughafen. Dabei starben 10 Berufssoldaten der Libyan National Army, zudem ergatterten die Anhänger der Ansar Al-Sharia mehrere Flugzeuge der Libyan Airlines.
In Folge der instabilen Lage in Libyen, die auch in Bengasi zu Unruhen führte, kam es zeitweise zu Schließungen des Flughafens. Die Stadt Bengasi wurde von mehreren Bombenanschlägen erschüttert.

## Flugplatzmerkmale
Der Tower (TWR) sendet und empfängt auf der Frequenz: 118,1 MHz.
Der Flughafen verfügt über verschiedene Navigationshilfen.
Das ungerichtete Funkfeuer (NDB) sendet auf der Frequenz: 342 kHz mit der Kennung: BNA.
Das Drehfunkfeuer (VOR) sendet auf Frequenz: 117,4 MHz mit der Kennung: BNA.
Ein Distance Measuring Equipment (DME) ist vorhanden.

## Zwischenfälle
Von 1950 bis Dezember 2018 kam es am Flughafen Bengasi und in seiner näheren Umgebung zu 9 Totalschäden von Flugzeugen. Bei 4 davon kamen 100 Menschen ums Leben. Auszüge:
- Am 20. Dezember 1950 löste sich von einer Handley Page Hastings C.1 der Royal Air Force (Luftfahrzeugkennzeichen TG574) im Reiseflug über dem Mittelmeer in 8500 Fuß (2600 Metern) Höhe ein Propellerblatt vom Triebwerk Nr. 2, schlitzte den Rumpf auf, durchschnitt mehrere Steuerseile und tötete den im Ruhequartier befindlichen Ersten Offizier. Durch die Unwucht löste sich das Triebwerk aus seinen Halterungen und fiel ins Meer. Der Kommandant wich zum Flughafen Bengasi-Benina (Italienisch-Libyen) aus. Im Endanflug berührte das Flugzeug einen Hügel aus Felsen und Sand, wodurch es auf den Rücken kippte. Von den 34 Insassen kamen fünf Besatzungsmitglieder ums Leben, die beiden anderen sowie alle 27 Passagiere überlebten.[5][6]

- Am 9. August 1958 flog eine aus Wadi Halfa (Sudan) kommende Vickers Viscount 748D der Central African Airways (VP-YNE) 9 Kilometer südöstlich des Flughafens Bengasi (Libyen) in hügeliges Gelände. Möglicherweise spielte Übermüdung der Piloten eine Rolle, die den Flug schon 18 Stunden vorher in Salisbury (Rhodesien) begonnen und bereits weitere Zwischenlandungen in Ndola, Entebbe und Khartoum absolviert hatten. Bei dem Unfall kamen 36 der 54 Insassen ums Leben.[7]

- Im Juli 1971 (genaues Datum derzeit nicht verfügbar) verunglückte eine Douglas DC-3 der Belgian International Air Services (OO-SBC) auf dem Flughafen Bengasi und wurde irreparabel beschädigt. Über Personenschäden ist nichts bekannt.[8]

- Am 2. Dezember 1977 stürzte eine an Libyan Arab Airlines verleaste Tupolew Tu-154A der Balkan Bulgarian Airlines (LZ-BTN) im dichten Nebel beim Landeversuch auf dem Flughafen Bengasi (Libyen) ab und zerschellte. Von den 159 Passagieren an Bord überlebten 59 den Unfall nicht. Das aus Dschidda kommende Flugzeug befand sich auf einem Haddsch-Flug. Es gelang der Besatzung nicht, den Ausweichflughafen in Al-Baida zu finden. Wegen Treibstoffsmangels kam es zu einer missglückten Notlandung, bei der das Flugzeug zerstört wurde. Die Piloten hatten nicht berücksichtigt, dass infolge eines Krieges der ägyptische Luftraum für libysche Flugzeuge gesperrt war, sodass beim Anflug auf Bengasi nur noch sehr geringe Kraftstoffreserven vorhanden waren (siehe auch Flugunfall einer Tupolew Tu-154 der Libyan Arab Airlines).[9]

- Der Flughafen wurde während der blutigen Proteste gegen den Diktator Muammar Gaddafi von der libyschen Luftwaffe bombardiert. Der Flugverkehr mit Bengasi war auf Grund der sehr angespannten Sicherheitslage bereits vorher eingestellt.[10]

- Im Jahr 2014 musste der Flughafen im Zuge politischer Unruhen in Libyen zeitweise geschlossen werden. Der Betrieb des Flughafens war während der militärischen Auseinandersetzungen nach dem Sturz des Diktators Muammar Gaddafi nahezu zusammengebrochen. Es gab Schießereien auf dem Flughafengelände und im März 2014 explodierte eine Bombe auf einer Piste. In Folge dieser Situation bezeichneten EU-Vertreter die Sicherheitslage am Flughafen Bengasi als „einen Alptraum“. Im Frühling 2014 stellten die größten Fluggesellschaften ihren Flugverkehr mit Bengasi ein.[11]